# جام حذفی فوتبال آرژانتین
جام حذفی فوتبال آرژانتین (به اسپانیایی: Copa Argentina) سری مسابقات حذفی فوتبال در کشور آرژانتین است که توسط اتحادیه فوتبال آرژانتین برگزار می‌شود. این مسابقات ابتدا در سال ۱۹۶۹ برگزار شد و پس از وقفه‌ای طولانی، دوباره از سال ۲۰۱۱ از سرگرفته شد.

## قهرمانی بر پایهٔ باشگاه
| باشگاه                             | عناوین | سال‌های برنده                    |
| ---------------------------------- | ------ | ------------------------------- |
| بوکا جونیورز                       | ۴      | ۱۹۶۹، ۱۲–۲۰۱۱، ۱۵–۲۰۱۴، ۲۰۱۹-۲۰ |
| ریور پلاته                         | ۳      | ۱۶–۲۰۱۵، ۱۷–۲۰۱۶، ۱۹–۲۰۱۸       |
| روساریو سنترال                     | ۱      | ۱۸–۲۰۱۷                         |
| سنترال کوردوبا (سانتیاگو دل استرو) | ۱      | ۲۰۲۴                            |
| آرسنال ساراندی                     | ۱      | ۱۳–۲۰۱۲                         |
| هوراکان                            | ۱      | ۱۴–۲۰۱۳                         |
| پاتروناتو                          | ۱      | ۲۰۲۱-۲۲                         |
| استودیانتس لاپلاتا                 | ۱      | ۲۰۲۳                            |